# Когут, Адам
Адам Владислав Когут (пол. Adam Kogut; 4 декабря 1895, Краков, Цислейтания — 16 апреля 1940, Катынь, Смоленская область) — австрийский и польский футболист, играл на позиции нападающего.
Дебют в национальной сборной состоялся 28 мая 1922 года в Швеции.

## Литература

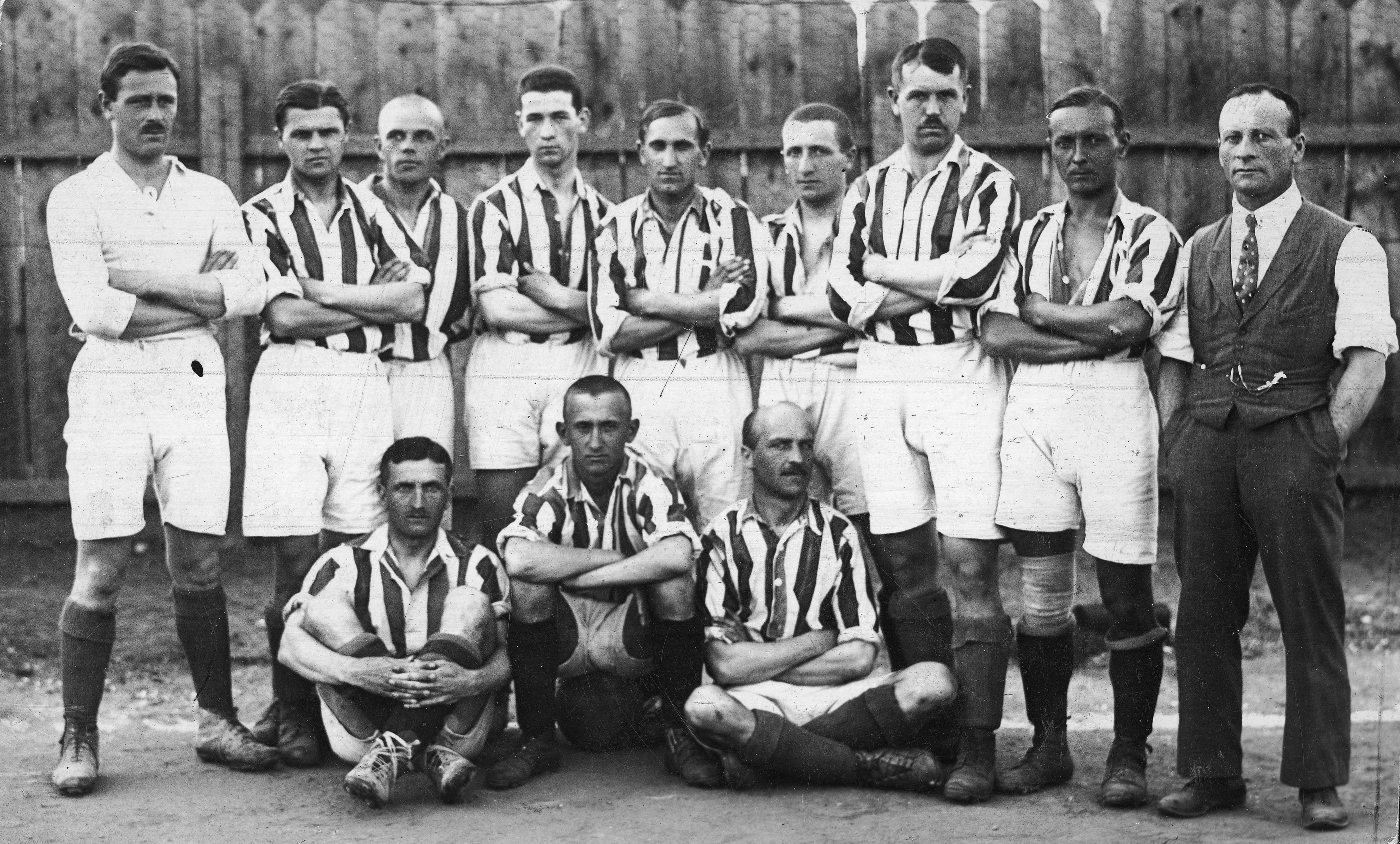
Краковия, чемпион Польши 1921 года, Когут стоит второй справа